# Uganda International 2017
Die Uganda International 2017 im Badminton fanden vom 23. bis zum 26. Februar 2017 in Kampala statt. 

## Sieger und Platzierte
| Disziplin    | Gold                                 | Silber                                | Bronze                                             |
| ------------ | ------------------------------------ | ------------------------------------- | -------------------------------------------------- |
| Herreneinzel | Georges Paul                         | Edwin Ekiring                         | Bahaedeen Ahmad Alshannik                          |
| Herreneinzel | Georges Paul                         | Edwin Ekiring                         | Rudolf Dellenbach                                  |
| Dameneinzel  | Shamim Bangi                         | Domou Amro                            | Menna Eltanany                                     |
| Dameneinzel  | Shamim Bangi                         | Domou Amro                            | Aisha Nakiyemba                                    |
| Herrendoppel | Alwin Francis Tarun Kona             | Aatish Lubah Georges Paul             | Edwin Ekiring Daniel Mihigo                        |
| Herrendoppel | Alwin Francis Tarun Kona             | Aatish Lubah Georges Paul             | Bahaedeen Ahmad Alshannik Mohd Naser Mansour Nayef |
| Damendoppel  | Doha Hany Hadia Hosny                | Evelyn Siamupangila Ogar Siamupangila | Haneen Derar Al-Wedyan Domou Amro                  |
| Damendoppel  | Doha Hany Hadia Hosny                | Evelyn Siamupangila Ogar Siamupangila | Betty Apio Brenda Awor                             |
| Mixed        | Bahaedeen Ahmad Alshannik Domou Amro | Ahmed Salah Menna Eltanany            | Mohd Naser Mansour Nayef Haneen Derar Al-Wedyan    |
| Mixed        | Bahaedeen Ahmad Alshannik Domou Amro | Ahmed Salah Menna Eltanany            | Israel Wanagalya Betty Apio                        |